# Honorar
Das Honorar oder die Auftragnehmervergütung ist das direkte Entgelt für eine erbrachte Dienstleistung bzw. deren direkte Vergütung. Dabei können diese Honorare einerseits einem bestehenden Honorar-Vergütungssystem entstammen, daran angelehnt sein oder ganz individuell fest vereinbart sein. Honorare können dabei auch nach entsprechender vorheriger Vereinbarung erfolgsbezogen sein und somit auch ein Ersatz von Provisionen für besondere Leistungen darstellen. Die Zahlung geschieht über die Honorarnote.

## Grundlagen
Insbesondere bei Leistungen Freier Berufe, beispielsweise von Künstlern, Designern, Autoren (auch Journalisten), Anwälten, Ärzten, Zahnärzten, Psychotherapeuten, Steuerberatern, Wirtschaftsprüfern, Bauingenieuren, Architekten, Dozenten und Unternehmensberatern wird das Entgelt für diese Leistungen als Honorar bezeichnet. Ebenso wird der Begriff bei Parlamentariern, Finanzberatern, Rednern sowie Beratern, die nicht freiberuflich sind, verwendet. In Bildungseinrichtungen sind zu einem großen Teil Honorarkräfte im Einsatz; diese bekommen meist ein Honorar pro Unterrichtsstunde. Bei Schauspielern, Musikern und Fotomodellen ist der Begriff Gage üblich.
Im Falle von Musikschullehrkräften in Deutschland waren Honorarverträge üblich, bis durch ein Urteil des Bundessozialgerichts vom Sommer 2022 (Herrenberg-Urteil) festgestellt wurde, dass für die Tätigen eine Sozialversicherungspflicht besteht. Daraufhin wurde sie überwiegend in Angestelltenverhältnisse übernommen.
Das Wort leitet sich ab vom lateinischen honorarium „Ehrengeschenk“, das seinerseits auf honor „Ehre“ zurückgeht. Früher wurde Honorar auch synonym zu Ehrensold verwendet. Rechtsberater erhielten im alten Rom keinen Lohn; denn Rechtsrat wurde von angesehenen und wohlhabenden Männern zumeist senatorischen Rangs erteilt, die jede Lohnarbeit als standeswidrig ansahen. Der Rechtsberater erhoffte sich von seiner Tätigkeit vielmehr eine Steigerung seiner sozialen Geltung und damit eine erfolgreiche politische Laufbahn. Mit der Unentgeltlichkeit der Rechtsberatung war es aber vereinbar, ein „honorarium“, d. h. eine Ehrengabe, als Geschenk anzunehmen. Das Honorar wurde später derart üblich, dass es als geschuldete Gegenleistung sogar eingeklagt werden konnte.
Abgrenzung:
- Gehalt ist die Vergütung eines Angestellten, Lohn die eines Arbeiters; rechtlich spricht man in Deutschland – anders als in Österreich – nur noch von (Arbeits-)Entgelt.
- Leistungsorientierte Vergütung oder Tantieme ist der variable Anteil des Entgeltes eines Beschäftigten.
- Im Studiosystem von Hollywood erhielten Filmkünstler in der Regel keine Gagen, sondern bezogen ihre Vergütung aus langfristigen Studioverträgen.

## Arten und Festlegung des Honorars
Die Höhe eines Honorars kann bestimmten, z. B. staatlichen Regelungen (z. B. bezüglich der abrechenbaren Leistungen, Vergütungshöhe o. ä.) unterliegen.
In anderen Branchen kann das Honorar aber auch prekäre Beschäftigungsverhältnisse begründen.
Als Ausfallhonorar bezeichnet man die Vergütung aus einem Dienstvertrag gem. § 611 BGB, wenn der Dienstverpflichtete („Auftragnehmer“) zwar seine Dienstleistung anbietet, der Dienstberechtigte („Auftraggeber“) diese Dienstleistung aber nicht annimmt. Die gesetzliche Grundlage ist § 615 BGB, der regelt, dass der Dienstverpflichtete in diesem Fall die volle Vergütung abzüglich der eingesparten Aufwendungen verlangen kann, ohne zur Nachleistung verpflichtet zu sein. Der Anspruch besteht verschuldensunabhängig, d. h. auch dann, wenn der Dienstberechtigte den Annahmeverzug nicht zu vertreten hat (z. B. bei Krankheit). Die gesetzliche Regelung ist vertraglich abdingbar. In der Praxis werden Ausfallhonorare z. B. für die Behandlung von Privatpatienten durch Psychotherapeuten und Heilpraktiker, aber auch für andere freiberufliche Tätigkeiten vertraglich vereinbart. In solchen Fällen sind Ausfallhonorare in Höhe von 50 % des ursprünglich vereinbarten Honorars üblich.
Gegen das Risiko eines Honorarausfalls (z. B. wegen Krankheit) schützt eine Honorarausfallversicherung. Dabei handelt es sich um eine Versicherung für Selbständige, von deren Schlüsselfunktion der Betriebsablauf in hohem Maße abhängt und die ihr Einkommen direkt aus ihrer unternehmerischen Tätigkeit erzielen. Sie sichert entgangene Gewinne und fortlaufende Betriebsausgaben ab, falls es infolge von Krankheit oder Unfall zur Betriebsunterbrechung kommt.